# زيماب
زيماب (بالإنجليزية: ZMap)‏ هو أداة أو برمجية حرة مفتوحة المصدر يعمل البرنامج كماسح أمني للشبكات الحاسوبية، تم برمجته ليكون أسرع ويحل محل برنامج NMAP . تم تصميم زيماب لبحوث أمن المعلومات ويمكن استخدامه لأغراض كل من القرصنة الحاسوبة القبعة البيضاء والقبعة السوداء . الأداة قادرة على اكتشاف نقاط الضعف الحوسبية وتأثيرها، واكتشاف أجهزة إنترنت الأشياء IoT المتأثرة.
باستخدام واحد جيجابت في الثانية من عرض النطاق الترددي للشبكة ، يمكن لـ ZMap مسح عنوان IPv4 بالكامل في 44 دقيقة على منفذ واحد. 

## الاستعمال
يمكن استخدام ZMap لكشف الثغرات الأمنية واستغلالها .  تم استخدام التطبيق في عمليات مسح المنفذ 443 لتقدير انقطاع التيار الكهربائي أثناء إعصار ساندي في عام 2013. تم استخدام ZMap أيضًا لاكتشاف نقاط الضعف في أجهزة التوصيل والتشغيل العالمية والبحث عن المفاتيح العامة الضعيفة في سجلات موقع HTTPS . 

## هندسة وتصميم البرنامج

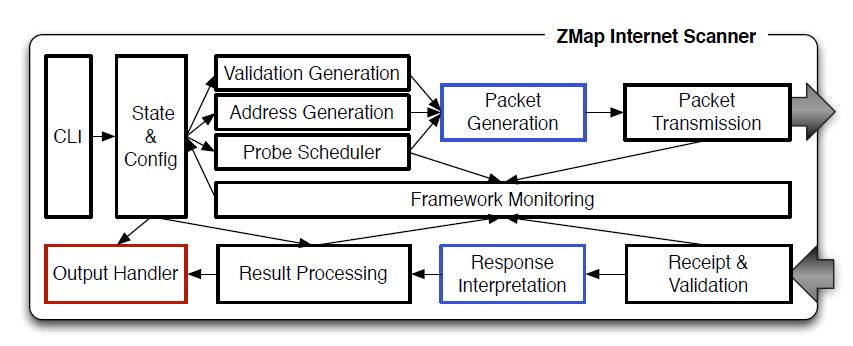
هندسة ZMap

## لاحظ أيضا
- Nmap
- OpenVAS